# نيكولاس كورتني
نيكولاس كورتني (18 يوليو 1967 في أستراليا - ) (بالإنجليزية: Nicholas Courtney)‏ هو لاعب كريكت أسترالي. لعب مع فريق تسمانيا للكريكت.

## وصلات خارجية
- نيكولاس كورتني على موقع إي آس بي آن كريك إنفو (الإنجليزية)